# 朱诺海滩 (佛罗里达州)
朱诺海滩（英語：Juno Beach），是美国佛罗里达州下属的一座城镇。建立于1953年。面积约 为4.8平方公里（约合1.9平方英里）。根据2010年美国人口普查，该市有人口3,176人。论人口在本州排行第 242。